# Jason Zimbler
Jason Zimbler (* 27. Juli 1977 in New York City) ist ein amerikanischer Schauspieler und Theaterregisseur. Seit 2011 arbeitet Jason Zimbler als Softwareentwickler bei HBO. Bekannt wurde er vor allem für die Rolle als nervender kleiner Bruder Ferguson W. Darling in der Fernsehserie Clarissa mit Melissa Joan Hart in der Hauptrolle.

## Leben und Werk
Jason Zimbler wurde am 27. Juli 1977 in New York City geboren. Als er zwei Jahre alt war, zog seine Familie in den Stadtteil Canarsie in Brooklyn. Als Sechsjähriger kam er in die Unterhaltungsindustrie. Jason Zimblers erster Fernsehauftritt war 1984 in der Rolle als Jamie Swift in der Serie The Edge of Night. Die Rolle spielte er nur während einer Staffel. Die ganze Serie wurde abgesetzt. Die Familie zog später nach Livingston, New Jersey. Jason Zimbler spielte 1989 die Rolle als Robert Anderson in der Wiederaufführung des Musicals Shenandoah. Kurz nach Beginn der Highschool wurde ihm die Rolle als Ferguson W. Darling in der Nickelodeon-Fernsehserie Clarissa zugesprochen. Er musste sich deshalb zwischen der Highschool oder Serie, die in Orlando gedreht wurde, entscheiden. Er entschied sich schließlich für die Serie und spielte den besserwisserischen kleinen Bruder der Clarissa (Melissa Joan Hart) in der gleichnamigen Serie von 1991 bis 1994. Alison Hallett von The Portland Mercury rezensierte seine Rolle mit den Worten, dass er der „nervigste kleine Bruder der Welt“ darstelle. Im Jahr 1992 sprach Jason Zimbler vor dem Komitee für Kinder, Jugend und Familien des Repräsentantenhauses der Vereinigten Staaten, als es sich mit den Fragen der Verteilung von Kondomen an Schulen, wie auch das aktuelle Image von den jugendlichen Helden und Vorbilder von heute beschäftigte.
Nach der Serie studierte er an der University of Notre Dame in Indiana und schloss 1998 ab. Er erlangte sowohl einen Bachelor in Betriebswirtschaftslehre wie auch einen Master in Theaterregie. Nach dem Studium assistierte er und übernahm die Regie in diversen Theaterproduktionen in New York City. Dazu gehörten regelmäßige Teilnahmen bei der Impetuous Theater Group. Zimbler erhielt 2006 ein Praktikum der Stage Directors and Choreographers Society für die Produktion Burleigh Grime$. 2007 nahm er am Directors Lab im Lincoln Center teil. Dabei handelt es sich um eine Veranstaltung für Regisseure und Choreografen mit diversen Workshops, Schulungen, Diskussionen und Proben. Zusätzlich wurde Zimbler auch Ausbilder und Programmverantwortlicher bei Buck’s Rock für acht Jahre. 2007 nahm Jason Zimbler mit einigen anderen Nickelodeon-Stars (Danny Cooksey, Michael Maronna und Marc Summers) im Musikvideo von The XYZ Affair „All My Friends“ teil. Gegen Ende von 2007 gründete er mit Sam Kusnetz die Theaterunternehmung The Re-Theatre Instrument in Portland. Dort wurden unter Zimblers Regie neu inszenierte klassische Stücke wie Faust, König Lear und Viel Lärm um nichts aufgeführt. Seit 2011 arbeitet er als Softwareentwickler bei HBO.